# Пуш'ябхуті

Пуш'ябхуті — індійська царська династія, що правила частиною Північної Індії упродовж VI-VII століття. Династія сягнула свого піку за часів правління Харшавардхани. У зеніті могутності Харшавардхани його імперія охоплювала більшу частину північної та північно-західної Індії та простягалась на схід до Камарупи, й на південь — до річки Нармада. Столицею царства було місто Каннаудж (сучасний штат Уттар-Прадеш).

## Походження
Наразі немає конкретної інформації про походження династії. Харшачаріта, написана поетом VII століття Банабхатою називає засновником династії легендарного царя Пуш'ябхуті. Відповідно до легенди Пуш'ябхуті жив у джанападі Шрікантха (сучасний округ Курукшетра), столицею якої було місто Стханвішвара (сучасний Тханесар). Прихильник Шиви, Пуш'ябхуті почав брати участь у тантричному ритуалі спалювання під впливом Бхайравачарії, учителя з «півдня». Наприкінці того ритуалу богиня (ототожнюється з Лакшмі) помазала його на царство і благословила його на заснування нової династії.

## Історія
Спочатку династія правила невеличкою територією навколо столиці. Відповідно до праць історика Ганса Бекера правитель Адітья-Вардхана (або Адітья-Сена), можливо, був васалом Шарвавармана, царя Каннауджа з династії Маукхарі. Наступник Адітьї-Сени Прабхакаравардхана також, імовірно, був васалом Авантівармана Маукхарі на початку правління останнього. Дочка Прабхакаравардхани Радж'яшрі вийшла заміж за сина Авантівармана, Ґрахавармана. В результаті того шлюбу політичний статус Прабхакаравардхани значно зріс, і він узяв імператорський титул.
Після смерті Прабхакаравардхани, Каннаудж зазнав атаки з боку царя Малави за підтримки правителя Гауди. Цар Малави убив Ґрахавармана й захопив Раджіяшрі. Банабхата не згадував того правителя, втім історики припускають, що він був представником пізньої династії Гуптів. Син Прабхакаравардхани, Радж'явардхана II, здолав правителя Малави, але був підступно вбитий царем Гауди.
Далі у Харшачаріті йдеться про те, що молодший син Прабхакаравардхани, Харшавардхана (Харша), присягнув знищити царя Гауди та його союзників. Деякі історики ідентифікують правителя Гауди з Шашанкою, васалом Маукхарі. Харша уклав союз із Бхаскарварманом, царем Камарупи, та змусив Шашанку відступити. Згодом, 606 року, Харша був коронований імператором. Він захопив велику частину північної Індії. Помер Харша не залишивши спадкоємця, що призвело до падіння династії.

## Правителі
Нижче подано список відомих правителів-представників династії:
- Пуш'ябхуті, імовірно, міфічний цар
- Наравардхана, бл. 497/500—525
- Радж'явардхана I, бл. 525—555
- Адітьясена, бл. 555—580
- Прабхакаравардхана, бл. 580—605
- Радж'явардхана II, бл. 605—606
- Харшавардхана, бл. 606—647